# Cubaris granaria
Cubaris granaria is een pissebed uit de familie Armadillidae. De wetenschappelijke naam van de soort is voor het eerst geldig gepubliceerd in 1849 door Nicolet.